# Горєв Микола Миколайович
Мико́ла Микола́йович Го́рєв (*21 червня 1900, Казань — †9 листопада 1992, Київ) — російський та український патофізіолог радянських часів, 1937 — доктор медичних наук, 1939 — професор, 1951 — заслужений діяч науки УРСР, 1945 — член-кореспондент, 1953 — дійсний член Академії медичних наук СРСР. Нагороджений орденом Леніна, Трудового Червоного Прапора, двома орденами «Знак Пошани» та медалями, 1962 — премією ім. О. Богомольця, Почесною грамотою ВР СРСР, відмінник охорони здоров'я.

## Життєпис

1920 року працював в відділі юстиції губернського революційного комітету Красноярська.
1926 року закінчив медичний факультет Іркутського університету, до 1931 там і працював. Ще в часі навчання досліджує вплив наркозу на певні властивості крові. В 1931—1934 роках завідує кафедрою патофізіології Хабаровського медичного інституту.
В 1934—1958 роках завідує відділом експериментальної патології Інституту фізіології ім. О. О. Богомольця.
Його зусиллями також засновано Інститут геронтології АМН УРСР в Києві, в 1958—1962 роках — його директор, з 1962 року по 1977 в інституті завідує відділом.
Його праці стосуються фізіології й патології кровообігу, зокрема, щодо атеросклерозу, гіпертонії, інфаркту міокарду, аспектів шоку.
З дружиною Олександрою Федорівною прожив більше 60-ти років.

## Праці
Написав близько 130 наукових праць, з них 4 монографії.
Як педагог підготував 7 докторів та 25 кандидатів медичних наук.
Серед його праць:
- «Матеріали щодо патогенези розладів кровообігу при анафілактичному шоку», 1937, Київ,
- «Деякі основні питання патогенези гіпертонії», «Архів патології», 1953,
- «Про роль нирок в патогенезі гіпертонії», 1956 (спільно з О. І. Вишатіною),
- «Про функціональний стан нервової системи при гіпертонії», 1957,
- «Нариси вивчення гіпертонії», 1959,
- «Експериментальний атеросклероз та вік», 1972.

1990 року до його 90-ліття студенти його інституту виготовили погруддя вченого.